# Michael Ritter (Jurist)

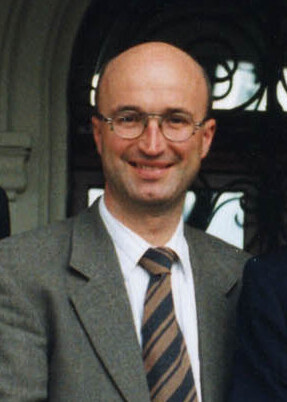
Michael Ritter, 1997

Michael Ritter (* 1957 in Gisingen (Feldkirch)) ist ein liechtensteinischer Jurist. Er war von 1993 bis 2001 Minister des Fürstentums Liechtensteins.

## Werdegang
Michael Ritter studierte von 1977 bis 1983 Rechtswissenschaft an der Universität Bern, wo er 1992 promoviert wurde. Thema seiner Dissertation war „Das liechtensteinische Beamtenrecht“. Von 1984 bis 1922 war er für die liechtensteinische Regierung tätig.

## Politische Karriere
Michael Ritter war von 1993 bis 1997 Regierungsrat mit den Ressorts Wirtschaft und Familie und 1997 bis 2001 Regierungschef-Stellvertreter mit den Ressorts Gesundheit, Soziales und Inneres.

## Weitere Tätigkeiten
Seit 2002 ist Michael Ritter selbständiger Rechtsanwalt mit Sitz in Vaduz. Von 2002 bis 2009 war er Vizepräsident des Verwaltungsrates der Liechtensteinischen Landesbank. Von 2006 bis 2009 war er Mitglied des Vorstandes der Liechtensteinischen Rechtsanwaltskammer. Von 2010 bis 2019 war er Mitglied des Aufsichtsrates der Liechtensteinischen Finanzmarktaufsicht (FMA). Von 2012 bis 2019 war er Stiftungsratspräsident des Liechtensteinischen Landesspitals.

## Privates
Michael Ritter ist ein Bruder des umstrittenen Vermögensverwalters Rudolf Ritter.